# Romeo Gigli
Pour les articles homonymes, voir Gigli.
Romeo Gigli (né le 12 décembre 1949 à Castel Bolognese) est un styliste italien établi à Milan.

## Biographie

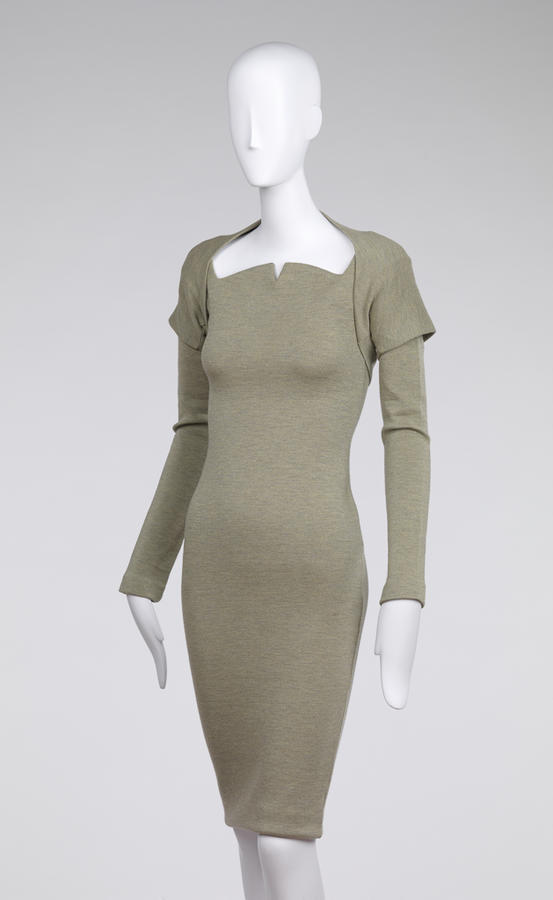
Robe en trico, circa 1990.

Romeo Gigli crée la marque du même nom en 1983 à Milan et présente sa première collection. Le styliste connaît le succès durant les années 1980 et années 1990 avant de perdre le contrôle de sa marque en 2004. Au début des années 1990, Alexander McQueen travaille rapidement dans l'entreprise à Milan.
En 2008 il lance Io Ipse Idem avant de trouver un accord avec Fuzzi en 2010 et de lancer la marque XII XII XLIX.
En 2012 il enseigne à Milan et travaille pour Joyce.